# Русский менталитет
Русский менталитет, шире — российский менталитет, русский национальный характер — философское и идеологическое понятие, комплекс ценностей, положительных и отрицательных стереотипов и идеологем, описывающий особую ментальность русских или жителей России в сравнении с другими народами или нациями. Приписываемые русскому национальному характеру склонности и стремления не подтверждаются данными эмпирического анализа. 

## Понятие и содержание
Под «российским менталитетом» в ненаучной литературе могут пониматься разные идеи, от «изначальной противоречивости» русской души до исторической миссии России. Отмечается общая непрояснённость за пределами идеологии темы «русского характера», «русской православной духовности» и т. п. Литература о национальном российском менталитете, российском характере и политической культуре преимущественно носит идеологизированный характер, включая различные штампы: духовность, соборность, коллективизм, всечеловечность.
В ненаучных источниках считается, что к общим достоинствам российского характера обычно принадлежат адаптивность, самостоятельность, изобретательность, восприимчивость к новому, стойкость к лишениям и терпение, душевная теплота, забота о близких, «сильная тяга к справедливости, праведной осмысленной жизни, служению высоким идеалам, Родине, чувство долга, бескорыстное подвижничество, способность к самоотречению».
В рамках дискурса восхваления русского народа и его национального характера трудной задачей является объяснение наличия трагичных страниц при наличии таких достоинств. Распространёнными объяснениями являются отсылки к последствиям «татарского ига», действиям внешних врагов и иноземным влияниям, чрезмерной жестокости государства, «перегибам» отдельных правителей и др.
К общим недостаткам, слабым чертам русского народа и шире — российского населения приписывают разобщённость, низкую самодисциплину и неспособность к самоорганизации без подчинения и внешнего принуждения, правовой нигилизм, склонность к патернализму и «подданническую культуру», максимализм и метания от одной крайности к другой. Характеру советского и постсоветского человека приписывается также в склонность к таким чертам характера как раболепие и/или принуждение, насилие, лицемерие, цинизм, низкопоклонство перед чужими образцами, нетерпимость и шовинизм.
Распространённым является миф о природном антилиберализме русских, наделённых извечным ордынским «культурным кодом», программирующим неизбывность имперских взглядов. Консерваторы относятся к этому положительно, либералы выражают сожаление, однако обе группы при помощи этой идеи доказывают фатальную неизбежность особого русского пути.
Тема русского менталитета привлекает внимание психологов, политологов, социологов, культурологов, педагогов как на эмпирическом, и на теоретическом уровне; входит в рамки философского дискурса. Лингвокультурологи перечисляют свойства русского человека.

## Развитие представлений
В период идеи «официальной народности» (1833—1863) происходит огосударствление идеи нации. Одним из основных средств подавления гражданского национализма стала его замена на его относительные подобия. В 1833 году, вступая в должность министра просвещения Сергей Уваров изложил триаду «Православие, самодержавие, народность», которая была призвана защитить страну от европейского свободомыслия и являлась антитезой другой формуле: «Свобода, равенство, братство», включавшей основные идеи Французской революции. Российские консерваторы считали их органично неприемлемыми для русского народа. Главной новацией в формуле стало понятие «народность», по которому и вся доктрина стала называться «официальной народностью». По ней стала пониматься «преданность России собственным традициям и самобытному пути», который противоположен западным. Аналогичная современная концепция именуется «особый путь России». «Особый дух» русской народности выражается в преданности по отношению к православию и самодержавию. Недопустима легитимация народом прав монарха. Его власть от Бога, но народность морально обязывает царя к любви к своему народу. Он воспринимается как отец народа, и подданные, его дети, обязуются свято его почитать.
Особенности русского национального характера и их истоки интересовали русских философов начала XX века — «золотого века» русской философии, таких как М. А. Бакунин, Н. А. Бердяев, Б. П. Вышеславцев, С. Н. Булгаков, С. И. Гессен, Н. Я. Данилевский, B. В. Зеньковский, И. А. Ильин, К. Д. Кавелин, П. А. Кропоткин, Н. О. Лосский, Н. И. Надеждин, В. С. Соловьёв, П. А. Сорокин, П. А. Флоренский, Г. В. Флоровский, С. Л. Франк, А. С. Хомяков, Н. Г. Чернышевский и др. Львом Карсавиным введено понятие «средний человек эпохи», «заключённый» в каждом представителе своей группы; он писал, что отдельные стереотипы национального поведения неосознанно воспроизводятся в новых поколениях.
Применялись трактовки с позиции эссенциализма, утверждавшей существование набора незыблемых свойств, которые фатально присущи конкретному народу — этнической нации. С конца 1890-х годов славянофилы в рамках своего спора с западниками активно развивали идею Уварова о наличии принципиальных и навсегда предопределённых различий русского народа и наций Запада. Николай Данилевский, Константин Леонтьев, Василий Розанов и др. славянофилы 1890-х годов отошли от идей своих предшественников середины XIX века, однако ими была воспринята восходящая к Гердеру немецкая мистическая идея «национального духа», ранее оказавшая сильное влияние на Уварова; впоследствии идея развивалась в доктрину «особого пути Германии». Поздними славянофилами активно развивались идеи особого пути России. Имеющие место, по их мнению, особенности русского национального духа, включающие терпимость, сердечность, душевность, великодушие, соборность, они противопоставляли обобщенному образу западного духа, которому приписывался вечный эгоизм, жадность, лживость, холодная расчётливость. Из среды поздних славянофилов вышло идеологическое течение, которое и получило название «русские националисты».

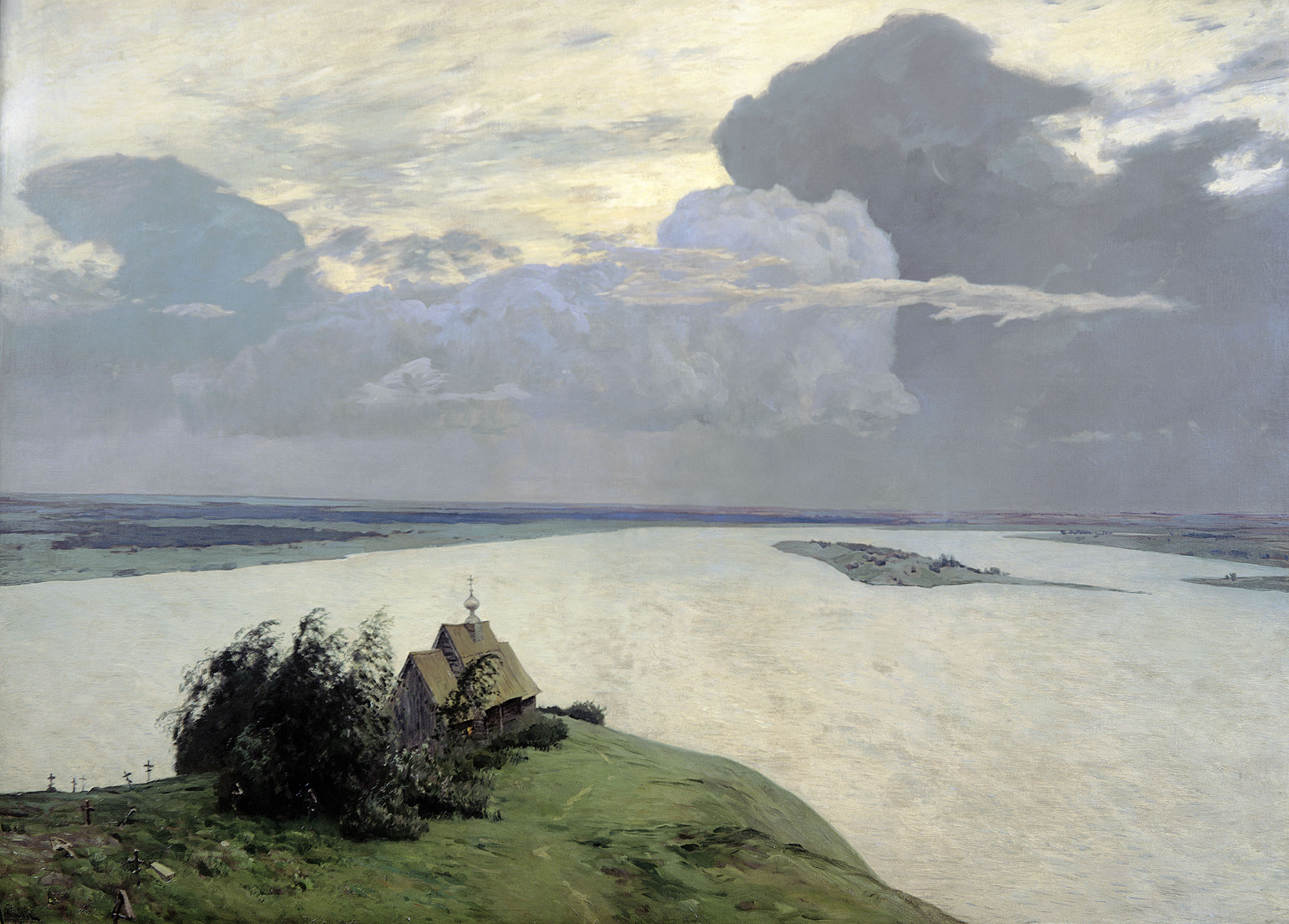
Ряд авторов связывает с русским характером бескрайние просторы России
Над вечным покоем, Исаак Левитан, 1894

Философ Николай Бердяев в сборнике статей «Судьба России» неоднократно обращается к теме «русской души». Его воззрения на предмет основаны в первую очередь на собственных обобщённых наблюдениях, исторических примерах, а также материале русской общественной мысли (Радищев, Чаадаев и прочие) и новейшей для того времени литературной классики (Достоевский, Толстой). Согласно Бердяеву, «русская душа» «женственна», ожидает внешнего источника порядка; ввиду слабого мужского начала ей плохо даётся форма и самодисциплина; антиномична, то есть широка и размашиста, всё доводит до противоположных крайностей, плохо чувствует меру; связана с «бескрайними просторами России»; религиозна, стремится к возвышенному; даже отвергая Бога и идеалы, действует с особой истовостью и духовным напряжением.
За прошедшую сотню лет, несмотря на большое количество литературы на данную тему, развитие идей в сравнении с идеями Бердяева, наблюдается лишь незначительное. Большинство авторов, которые пишут на темы «русского характера», настроены в почвенническом, державно-патриотическом ключе и обращаются бердяевскому пункту о религиозности и возвышенности, противопоставляя его «бездуховности» Запада. Либерально-западнические авторы меньше ориентированы на эту тему и обычно развивают идеи «традиционализма», «домодерности», «покорности», «рабства», то есть социологизируют пункт Бердяева о «женственности» и пассивности. Склонность к крайностям приписывается русской душе многими авторами, но они, как правило, не выходят за рамки объяснения, связанного с «бескрайними просторами».
Бердяев писал об «умопостигаемом образе русского народа», «русском сознании», «моральном сознании» или «характере русского народа»; «более глубокий слой, не нашедший себе выражения в сознании». Василием Зеньковским рассматривалось «сознание русских людей», «русское сознание» или «национальное сознание», использовалось понятие «глубина» в отношении массового сознания. Павел Флоренский, обращаясь к особенностям русского социального мироустройства, использовал понятия «народное сознание», «смысл, раскрывающийся в сознании», «духовный склад народа», «национальный дух», «энергия духа» и др. Внешнее проявление национального духа, по его мнению, это «национальный характер». По мнению И. П. Павлова, для русских не свойственны сосредоточенность, они не являются беспристрастными даже в науке.
Н. Я. Данилевский, В. О. Ключевский, В. С. Соловьёв, Н. А. Бердяев, Н. О. Лосский и др. сформировали психологические портреты русского и др. народов.
А. Инкельс и Левинсон поставили под сомнение существование модальных личностей, единых для всего современного общества, и предложили понятие «мультимодальной личности». В рамках этой концепции национальный характер представляет не единственный тип личности, а ряд «типичных модальных личностей», которые отражают специфику и особенности различных социальных и этнических групп в рамках современного сложноорганизованного индустриального общества. В русле этого направления проводились исследования не только преобладающих типов личности у представителей племенных культур, но и предполагаемого национального характера представителей «сложных» современных культур, в том числе русских (Горер, М. Мид, Эриксон, Б. Каплан, Клайд Клакхон).
Дмитрий Лихачёв писал о стремлении «жать до предела», до края, а затем и за край, как о характерной русской черте, проявляющейся в разных сферах социального бытия.
В книге «Ключевые идеи русской языковой картины мира» (2005), написанной линвистами Анной А. Зализняк, И. Б. Левонтиной и А. Д. Шмелёвым, говорится: «Целый ряд слов отражает пресловутую „задушевность“ русского человека»; «Русский человек болезненно реагирует, когда ему кажется, что его попрекают»; «Сама потребность „русской души“ в размахе требует простора»; «Склонность к жалости осознаётся как специфически русская черта» и др. Около сорока раз в кавычках и без кавычек в тексте и заголовках приведены мифологемы «национальный характер», «национальная ментальность», «русское видение мира», «русское мироощущение», «русская душа» в качестве синонимов словосочетания «русская языковая картина мира».
Советский диссидент и участник правозащитного движения Сергей Ковалёв приписывал советскому народу ряд негативных «черт»: «народ терпеливый, раболепный, подозрительный, злобно презирающий рефлексии, значит, интеллектуально трусливый, но с известной физической храбростью, довольно агрессивный и склонный сбиваться в стаи». По его мнению, эти особенности были культивированы Сталиным. «Эти качества прямо планировались печатью и добровольно-принудительными собраниями как суперважная государственная задача: развитие в народе этих свойств, необходимых строителям коммунизма, но называемых, разумеется, совсем иначе — патриотизм, сознательность, бдительность, верность партии и прочее».
Социолог Лев Гудков, обсуждая работу Юрия Левады, писал, что основу нормативного образца «простого советского человека» составляют следующие идеологемы: исключительность или особость «нашего» (советского, русского) человека; его превосходство над другими народами или, по крайней мере, несопоставимость с ними; «принадлежность» государству, то есть взаимозависимость между социальным инфантилизмом (ожиданием «отеческой заботы» со стороны начальства) и контролем над собой, принятие произвола властей как чего-то должного; уравнительные, антиэлитарные представления, соединение превосходства и ущемленности (комплекс неполноценности).
К этому комплексу идеологем близки представления и о постсоветском человеке. Левада и Гудков обобщили приписываемые ему характеристики: массовидный, усреднённый («быть как все»), подозрительный к новому и своеобразному, неспособный оценить другого; приспособленный к существующему социальному порядку, принимает произвол «государства»; «простой» человек, ограниченный, а также выдвигающий свою примитивность и бедность в качестве «достоинств», превосходства над другими; иерархический; хронически недовольный, а потому разочарованный; считающий себя вправе обманывать всех, демонстрирующий лояльность властям и окружению; неуверенный в себе, имеющие комплекс недооцененности, коллективной ущемлённости; разочарованность и чувство неполноценности компенсированы сознанием коллективной исключительности, превосходства через причастность к «сверхзначимому» и «надындивидуальному» — великим державе, империи, народу; ностальгирующий по идеализируемому прошлому, куда им относятся все несостоявшиеся мечты, склонный к страхам вплоть до ксенофобии и параноидальной уверенности в наличии внешних и внутренних врагов, тёмных сил и «заговоров», направленных против России; жёсткость нормативных требований и правил компенсируется двоемыслием, лукавостью и коррупцией, различными послаблениями и привилегиями.
Философ Николай Розов называет образ советского и постсоветского человека по Леваде и Гудкову идеалтипическим.
Культуролог Игорь Яковенко сформулировал концепцию культурного ядра традиционного слоя российского менталитета. Модель предполагает два яруса: системообразующий «идеал синкрезиса» и ряд производных от него смысловых компонентов. Синкрезис Яковенко определяет как «состояние общества и культуры, когда все переплетено со всем и ничто не выделилось, не обособилось». Фундаментальной особенностью русской культуры, по его мнению, является фиксация достигнутого на сегодняшний день уровня дробления синкрезиса в качестве последнего и противостояние его дальнейшему его дроблению; абсолютным идеалом она видит ситуацию возврата к «вершинам синкрезиса». Традиционная русская культура, согласно Яковенко на фундаментальном уровне «противостоит объективному содержанию исторического процесса и интенционально, ценностно обращена к точке антропогенеза». Автор описывает ряд производных элементов «цивилизационного кода», в число которых он включает «традиционно-имперскую доминанту», «естественное положение вещей предполагает существование России как традиционной континентальной империи». Яковенко отмечает, что модель представляет только «архаический слой» российской ментальности, в то время как существует также «уровень культуры, целиком заданный процессами модернизации», который, по его предположению, будет вытеснять данную «архаику».
Розов критикует концепцию Яковенко, отмечая, что синкрезис как всепорождающая основа для остальных ментальных компонентов не может быть в принципе опровергнут, поскольку невозможно найти что-либо в рамках менталитета, что не выводится из синкрезиса. В построении Яковенко традиционному синкрезису (простоте, неразличению, статике) приходит на смену аналитическая разделенность (сложность, динамика). Согласно Гудкову, упрощённые (пост)тоталитарные институты не способны смениться комплексными, полифункциональными «модерными» институтами. Розов критикует центральную мыслительную схему обоих концепций, отмечая, что модернизация не всегда предполагает усложнение и умножение различений, а носители модернизированной культуры не всегда более адаптивны. Схему замены «традиционного» «модернизированным» он называет примитивной. Для опровержения концепции Яковенко Розов приводит эмпирические примеры.
По мнению Розова, в поисках оснований и источников свойств «русского национального характера», определения природы воспроизводства, динамики, эволюции российского менталитета наиболее перспективным являются разрабатываемые разными авторами «синтез институционального подхода с идеями специфики „русской власти“, этакратизма, ресурсного государства и рентного сословного общества с концепциями циклов истории России, микросоциологической традицией исследования интерактивных ритуалов».
Основываясь на анализе работ исследователей русского народа Н. А. Бердяева, Н. О. Лосского, К. Д. Кавелина, А. В. Киреевского, В. О. Ключевского, Д. С. Лихачёва, М. П. Погодина и др., психологи А. Л. Журавлёв и В. А. Кольцова выделяют «психологические черты русского народа»: «религиозность, соборность, коллективизм, терпеливость, способность стойко переносить лишения, „патриотизм“, приоритет общественных интересов над личными, жажда справедливости, стремление к поиску правды, доброта, искренность, открытость к восприятию иных культур и народов и др.», а также «факторы формирования русского менталитета», включая «природно-географический; особенности исторического развития, образа жизни и бытовой культуры народа; роль православия как духовной основы и языка и др.».

## Критика представлений
В исследовании, проведённом международной группой из 65 исследователей (опубликовано в 2005 году) в рамках проекта «Личностные профили культур» (Personality Profiles of Cultures, PPOC), студенты колледжей и университетов из 49 различных культур или субкультур описывали типичного представителя своей культуры. В большинстве изученных культур личностный профиль типичного представителя культуры не демонстрировал коррелляции с усреднённым профилем оцениваемых личностных черт конкретных людей той же культуры. Так, русские респонденты оценивали типичного соотечественника как более открытого к новому опыту, чем респонденты любой из других 48 национальностей; но, оценивая личностные черты реального хорошо известного им русского, они давали средние оценки открытости ниже кросс-культурного среднего уровня. «…представления о национальном характере не отражают зеркально актуально измеренные личностные характеристики и, возможно, не содержат даже „зерна правды“».
В 2008 году Владимир Магун и Максим Руднев опубликовали анализ ценностей населения России и их сравнение с ценностями населения 19 европейских стран. Исследование было основано на данных, полученных с помощью методики Шалома Шварца в рамках третьего раунда Европейского социального исследования: «Наиболее значима (если судить по средним показателям) для населения России ценность „Безопасность“, второе-третье места делят „Универсализм“ и „Благожелательность“, на четвертом месте — „Самостоятельность“, на пятом — „Традиция“. В нижней части российской ценностной иерархии находятся ценности „Достижение“, „Конформность“ и „Власть-богатство“ (они делят шестое-восьмое места), а на девятом и десятом местах — ценности „Гедонизм“ и „Риск-новизна“»; «Попарные межстрановые сравнения средних величин по двум интегральным ценностным факторам показали, что население России, в сравнении с населением других стран, занимает срединное положение на ценностной оси „Сохранение-Открытость изменениям“ и характеризуется одной из самых высоких ориентаций на ценности Самоутверждения (в ущерб ценностям „Выхода за границы своего Я“)»; «сравнение России с другими странами на уровне интегральных показателей, так же, как и сравнение на уровне ценностных индексов, продемонстрировало, что по одной группе ценностей („Открытость изменениям — Сохранение“) Россия сегодня близка широкому кругу европейских стран, а по другой группе ценностей („Выход за пределы своего Я-Самоутверждение“) — заметно отличается от большинства из них». Эмпирические данные по сравнению стран по ценностям «Открытости — Сохранения», не подтверждают приписываемых «русскому национальному характеру» склонностей к покорности и послушанию, а также сильного стремления к следованию обычаям и традициям. В отношении всей этой группы ценностей не подтверждаются представления об «особости» российского общества.
Опросное исследование (источник 2011 года), проводившееся с помощью «Опросника национального характера» с 30 пунктами (National Character Survey, NCS) с участием 3 705 человек, включённых в 40 различных выборок из 34 регионов России, включало оценку личностных черт типичного русского, проживающего в том же регионе, что и респондент. Согласно результатам исследования, «степень согласия между отдельными респондентами относительно личностных черт типичного русского была меньше половины среднего согласия между двумя респондентами относительно конкретного человека, которого они знают хорошо… Профиль типичного русского был не очень сильно связан с оцениваемым профилем этнических русских». Согласно авторам, «Многие известные писатели и философы, от Фёдора Достоевского до Александра Солженицына и Николая Бердяева, высказывали свои взгляды о национальном характере русских. Сравнение этих эксплицитных стереотипов с оцениваемыми личностными чертами русских показало, что они вряд ли основаны на том, как описываются реальные русские люди».
На недопустимость применения понятия «национальный характер» в лингвистической науке указывает И. Б. Левонтина, по словам которой «Мы, лингвисты, ничего не говорим о том, каков русский человек».
Исследование политолога Э. А. Паина (2015—2016) опровергает идею природного антилиберализме и природной склонности к имперским взглядам русских.